# Órganos constitucionales autónomos de México
Los órganos constitucionales autónomos de México son el conjunto de instituciones públicas constituidas al margen de los tres poderes de la Unión (legislativo, ejecutivo y judicial) en los que se deposita el gobierno de los Estados Unidos Mexicanos, ubicándolos en una condición de igualdad jurídica frente al resto y con una relación de coordinación y control. Sus titulares son designados con la participación del presidente de la República, quien los propone, y son ratificados (o igualmente propuestos, según lo establezca la ley) por la Cámara de Diputados o el Senado de la República. Sin embargo, no están supeditados a éstos en cuanto a sus funciones, no están sectorizados en sus organigramas, y la remoción de sus titulares, así como las restricciones de sus actividades no están condicionadas a ninguno de los poderes, sino de los mecanismos constitucionales.
Las obligaciones, facultades, requisitos y restricciones de los órganos están determinados por distintos artículos de la constitución y las leyes orgánicas respectivas. El ejercicio de sus funciones corresponde a aquellas áreas en las que, los procesos históricos y sociales que les dieron origen, manifestaban la necesidad de sistemas imparciales, en los que ninguno de los tres poderes fueran juez y parte para el manejo, entre otras, del sistema monetario, las elecciones, la medición de las políticas públicas en materia económica y social, los derechos humanos y la procuración de justicia.

## Órganos autónomos actuales
| Organismo | Organismo                                             | Titular                                        | Fundación                                                      | Autonomía otorgada       |
| --------- | ----------------------------------------------------- | ---------------------------------------------- | -------------------------------------------------------------- | ------------------------ |
|           | Banco de México (Banxico)                             | Victoria Rodríguez Ceja (Gobernadora)          | 25 de agosto de 1925                                           | 1 de abril de 1994       |
|           | Instituto Nacional Electoral (INE)                    | Guadalupe Taddei Zavala (Consejera presidenta) | 11 de octubre de 1990 (como Instituto Federal Electoral)       | 22 de agosto de 1996     |
|           | Comisión Nacional de los Derechos Humanos (CNDH)      | Rosario Piedra Ibarra (Presidenta)             | 28 de enero de 1992                                            | 13 de septiembre de 1999 |
|           | Instituto Nacional de Estadística y Geografía (Inegi) | Graciela Márquez Colín (Presidenta)            | 25 de enero de 1983                                            | 16 de abril de 2008      |
|           | Fiscalía General de la República (FGR)                | Alejandro Gertz Manero (Fiscal general)        | 22 de mayo de 1900 (como Procuraduría General de la República) | 20 de diciembre de 2018  |

## Órganos autónomos desaparecidos
| Órgano                                                                                               | Fundación                                                                         | Autonomía otorgada       | Desaparición            |
| --- | --------------------------------------------------------------------------------- | ------------------------ | ----------------------- |
| Instituto Nacional para la Evaluación de la Educación                                                | 8 de agosto de 2002                                                               | 16 de febrero de 2013    | 15 de mayo de 2019      |
| Comisión Nacional de Hidrocarburos (CNH)                                                             | 28 de noviembre de 2008                                                           | 20 de diciembre de 2013  | 20 de diciembre de 2024 |
| Comisión Federal de Competencia Económica (Cofece)                                                   | 24 de diciembre de 1992 (como Comisión Federal de Competencia)                    | 10 de septiembre de 2013 | 20 de diciembre de 2024 |
| Comisión Reguladora de Energía (CRE)                                                                 | 18 de octubre de 1993                                                             | 20 de diciembre de 2013  | 20 de diciembre de 2024 |
| Instituto Federal de Telecomunicaciones (IFT)                                                        | 8 de agosto de 1996 (como Comisión Federal de Telecomunicaciones)                 | 10 de septiembre de 2013 | 20 de diciembre de 2024 |
| Instituto Nacional de Transparencia, Acceso a la Información y Protección de Datos Personales (INAI) | 25 de octubre de 2002 (como Instituto Federal de Acceso a la Información Pública) | 7 de febrero de 2014     | 20 de diciembre de 2024 |
| Consejo Nacional de Evaluación de la Política de Desarrollo Social (Coneval)                         | 20 de enero de 2004                                                               | 10 de febrero de 2014    | 20 de diciembre de 2024 |
| Comisión Nacional para la Mejora Continua de la Educación (Mejoredu)                                 | 30 de septiembre de 2019                                                          | 30 de septiembre de 2019 | 20 de diciembre de 2024 |